# Nowopawliwka (Synelnykowe)
Nowopawliwka (ukrainisch Новопавлівка; russisch Новопавловка Nowopawlowka) ist ein Dorf im Osten der ukrainischen Oblast Dnipropetrowsk mit etwa 3000 Einwohnern (2024).

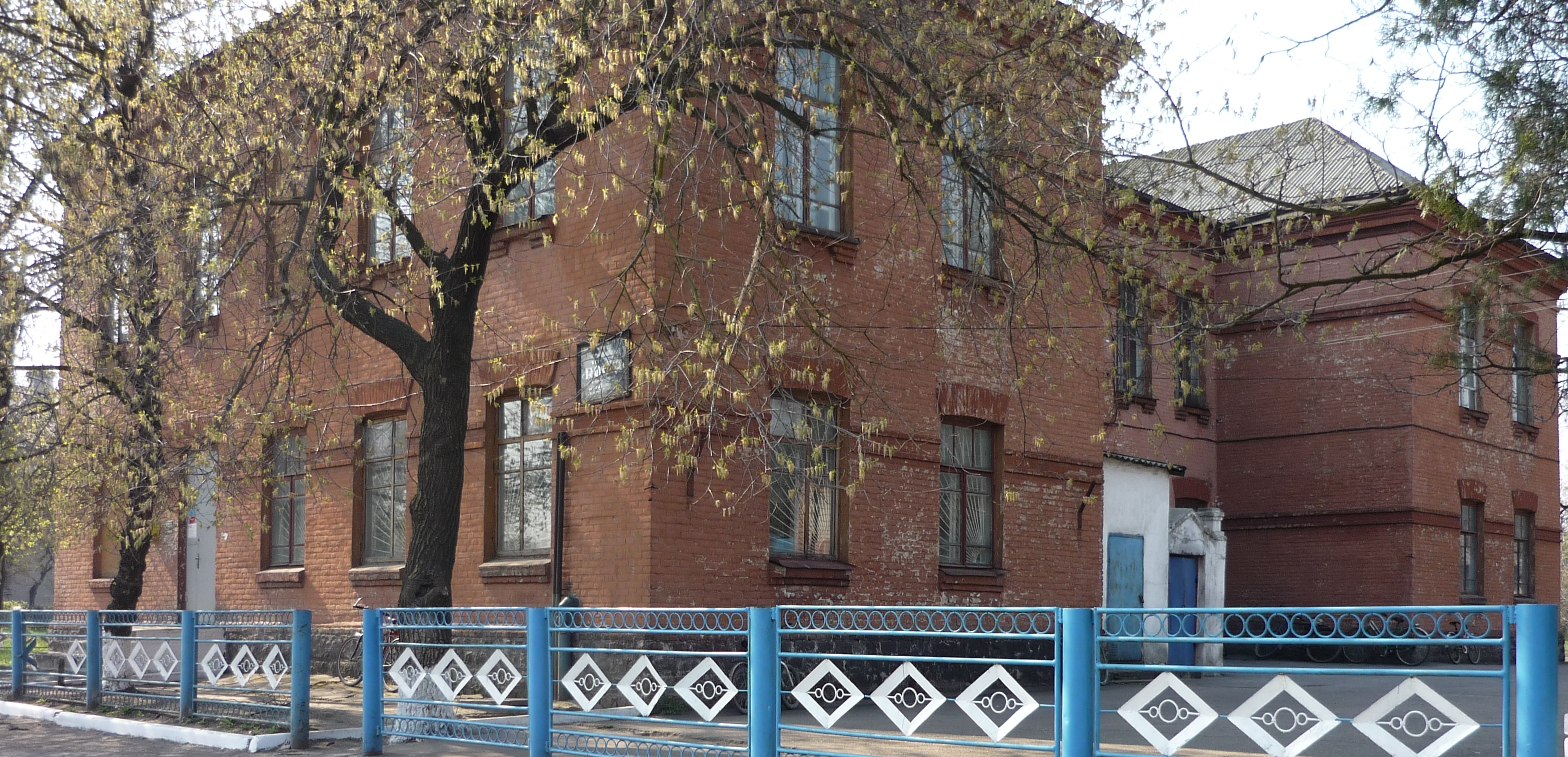
Schulgebäude im Ort

## Geographie
Nowopawliwka liegt am Ufer der Solona (ukrainisch Солона), einem 79 Kilometer langen Nebenfluss der Wowtscha. Das Dorf befindet sich an der Territorialstraße T–04–28 etwa 165 km östlich vom Oblastzentrum Dnipro und 16 km südlich vom ehemaligen Rajonzentrum Meschowa.

## Verwaltungsgliederung
Am 8. September 2016 wurde das Dorf zum Zentrum der neugegründeten Landgemeinde Nowopawliwka (Новопавлівська сільська громада/Nowopawliwska silska hromada). Zu dieser zählten auch die 10 in der untenstehenden Tabelle aufgelisteten Dörfer, bis dahin bildete es zusammen mit den Dörfern Datschne, Filija und Tschuhujewe die gleichnamige Landratsgemeinde Nowopawliwka (Новопавлівська сільська рада/Nowopawliwska silska rada) im Südosten des Rajons Meschowa.
Am 17. Juli 2020 kam es im Zuge einer großen Rajonsreform zum Anschluss des Rajonsgebietes an den Rajon Synelnykowe.
Folgende Orte sind neben dem Hauptort Nowopawliwka Teil der Gemeinde:
| Name                     | Name        | Name                       |
| ukrainisch transkribiert | ukrainisch  | russisch                   |
| ------------------------ | ----------- | -------------------------- |
| Antoniwske               | Антонівське | Антоновское (Antonowskoje) |
| Bohdaniwka               | Богданівка  | Богдановка (Bogdanowka)    |
| Datschne                 | Дачне       | Дачное (Datschnoje)        |
| Fedoriwske               | Федорівське | Федоровское (Fedorowskoje) |
| Filija                   | Філія       | Филия                      |
| Mykolajiwka              | Миколаївка  | Николаевка (Nikolajewka)   |
| Solone                   | Солоне      | Солёное (Soljonoje)        |
| Tarassiwka               | Тарасівка   | Тарасовка (Tarassowka)     |
| Tschaus                  | Чаус        | Чаус                       |
| Tschuhujewe              | Чугуєве     | Чугуево (Tschugujewo)      |